# Los Mirlos

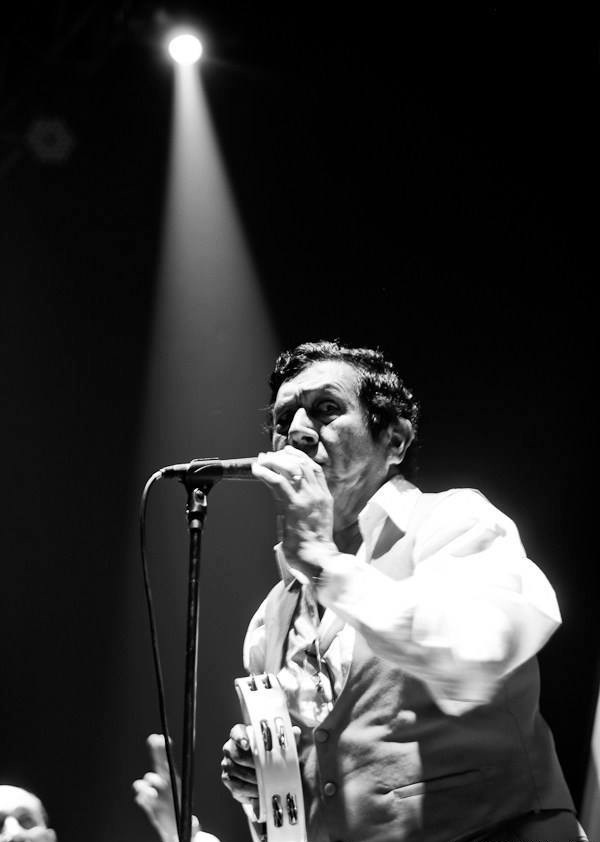
Jorge Rodríguez Grández, líder y voz principal de Los Mirlos en concierto.

Los Mirlos (inglés: The Blackbirds) es un grupo musical de la cumbia peruana, procedente de Moyobamba, departamento de San Martín, Perú fundada en el año 1973. Se les considera pioneros en el uso del estilo psicodélico en el género de la cumbia.
Lanzaron cerca de 30 álbumes de estudio, entre LP y CD, contando con una enorme cantidad de temas no solo instrumentales, sino también canciones.

## Historia
Los Mirlos son los creadores de la cumbia amazónica, una de las muchas manifestaciones de la cumbia peruana. Es un grupo de larga trayectoria, originario de la ciudad de Moyobamba, en el departamento de San Martín. Debido a su origen selvático, se les conoce como «Los Charapas de Oro». 
Sus inicios se remontan a 1968, cuando Rodríguez Grández fundó el grupo Los Saetas junto a sus amigos. Sin embargo, no fue hasta 1973 cuando se mudaron a Lima para profesionalizarse y pasaron a llamarse Los Mirlos. Su primer LP se estrenó ese mismo año.

### Reconocimiento internacional y giras mundiales
En la década de los 80, Jorge Rodríguez Grández viaja a Estados Unidos con la finalidad de conseguir equipos de última generación, se especializa en la guitarra, en el órgano eléctrico y se convierte en la voz característica de la agrupación. Intervienen en el filme Las vacaciones del amor (1981).
En la década de los 90 y 2000 realizan varias giras por países como Argentina, Bolivia, Ecuador, Colombia, EE.UU, entre otros, llevando la cultura amazónica por estos países. Viajan a Colombia realizando sus presentaciones en el estadio de la ciudad de Pereira (2005), en el Parque del Café de la misma ciudad (2006) en la Discoteca Mango Biche en el club de 3.ª Edad de Dosquebradas (2007) con motivo de las celebraciones e homenaje al 144.º aniversario de la ciudad de Pereira.

### Consagración y cincuenta años de trayectoria
En abril del 2012 retornaron nuevamente a Argentina para presentarse en dos eventos populares, la primera junto a Los Gedes y en el cuarto Festival Internacional Folklórico de Buenos Aires - FIFBA al lado de El Arbolito + La Chilinga, Bruno Arias, Las Hermanitas Cari, donde asistieron más de 30,000 personas que llenaron los Bosques de la Plata.
En 2017 tenían una gira de primera presentación multitudinaria en México después de que en ese país fueran muy popular varias de sus grabaciones por Discos InterGas de México en los años 1970 y 80s, planeada para el mes de septiembre del año 2017 sin embargo fue abortada después de que se presentara el devastador Terremoto de México del 17, por lo que Sonido Gallo Negro y Ocesa los organizadores respetaran la veda dada para eventos de espectáculo en el país norteamericano por la desgracia geológica que produjo grandes daños en la infraestructura de la capital mexicana posponiendo hasta fecha indefinida.
En 2022 junto al apoyo del Ministerio de Cultura de Perú se realizó el documental La danza de los Mirlos, dirigido por Álvaro Luque. Se proyectó en diferentes festivales culturales como el Festival de Cine de Lima. En 2023, cumplieron cincuenta años de trayectoria, para festejarlo hicieron un live performance para KEXP, con una duración de 42 minutos donde tocaron todos sus éxitos en vivo. También anunciaron que se está preparando un libro con toda la historia de la agrupación desde sus inicios.

## Legado
Los Mirlos siguen realizando presentaciones a nivel nacional. Llevan en su haber ya casi 30 discos, entre LP y CD, contando con una enorme cantidad de temas no solo instrumentales, sino también muchos de ellos cantados.
Muchos de sus temas lograron gran aceptación en otros países de Latinoamérica, como en Argentina, donde el grupo Damas Gratis tiene dentro de su repertorio temas como La danza de los Mirlos y El lamento en la Selva, y en Colombia Los Hermanos Tabares han realizado un homenaje a la trayectoria de Los Mirlos por primera vez a una agrupación musical del Perú.
En 2024, la agrupación confirmó será incluida en el Festival de Música y Artes de Coachella Valley de 2025, convirtiéndose así en el primer grupo de cumbia peruano que destaca en el famoso festival.

## Integrantes
| Miembros fundadores - Jorge Rodríguez Grández (voz principal) - Carlos Rodríguez Grandéz (compositor) - Danny Fardy Johnston (guitarra) - Gilberto Reátegui (guitarra) - Tony Wagner Grández (bongó) - Carlos Vásquez (tumbas) - Hugo Jáuregui (timbal) - Manuel Linares (bajo) - Gilberto Chamorro (bajo) - Segundo Gustavo Rodríguez (güiro) | Formación actual - Jorge Rodríguez Grández (voces y coros) - Danny Jhonston (primera guitarra) - Jorge Luís Rodríguez Pérez (teclado electrónico y 2. guitarra) - Yván Marcos Loyola (voces y coros) - Abel Ramírez (bajo) - Carlos Fernando Renginfo (tumbadoras y bongó) - Genderson Pinedo (timbales) |

## Discografía
| - 1973: El Sonido Selvático, Infopesa 8043 - 1974: El Poder Verde, Infopesa 8061 - 1975: Los Charapas de Oro, Infopesa 8069 - 1975: El Milagro Verde (Los Mirlos), Infopesa 8088 - 1976: Tírense con la escoba, Infopesa 8097 - 1977: Tu Ñaña, Infopesa 8108 - 1978: Cumbia Amazónica, compilado, sello MICSA prom998 (Argentina) - 1978: Internacionalmente, Infopesa - 1980: Con sabor a selva, Infopesa - 1980: Lo Mejor de... (Vol. 1), Infopesa - 1980: Cumbia Amazónica vol. 2, compilado, sello MICSA pri20000, (Argentina) - 1982: Los Mirlos, Pantel - 1982: Tiro al blanco, Infopesa - 1982: Lo Mejor de... Vol. 2, Infopesa - 1984: Cumbia Thriller, CBS - 1986: El encanto de Los Mirlos - 1988: Los Mirlos 88 - 1988: Los Reyes de la cumbia amazónica, Microfón - 1989: Con sabor a cumbia (canta Tino), Música & Marketing - 1990: La Historia, enganchados (canta Tino), Música & Marketing - 1990: La Ladrona (canta Tino), Música & Marketing - 1991: Lo Mejor de..., Música & Marketing - 1992: Los Mirlos (Juancito obrero), con Raúl Pastor, Magenta (Argentina) - 1992: tema "Nuestro juramento" incluido en compilado "Boleros", varios artistas, Magenta - 1992: Tino (excantante de Los Mirlos): El solitario - 1994: Minuto a minuto, Magenta - 1994: 15 Grandes Éxitos (canta Tino), Música & Marketing - 1995: Enamorado, Magenta - 1996: El amor hecho canción, compilado, Magenta - 1997: Como amiga, Magenta - 1998: La cumbia de los negros, Eccosound - 2000: Por siempre - 2003: Pídeme la luna, Magenta - 2007: Por siempre, con Raúl Pastor - 2010: Calidad sin fronteras - 2010: Únicos, Raúl Pastor y el sonido de Los Mirlos - 2014: Cumbia Amazónica, 1972-1980 14 Éxitos, Infopesa - 2018: Corazón amazónico. | - 1978: "La Danza de Los Mirlos" y "El Achoradito" - 1978: Lamento de la selva - 1973: "La Pamperita" y "La Marcha del Pato" - El Sonido de Los Mirlos - Amor tierno amor - Lamento en la Selva - La danza del petrolero - El poder verde - Tírense con la escoba - Eres mentirosa - El milagro verde - Ay, cariño - Muchachita del oriente - El curandero - Sabor a Selva - La misma vaina - Además con sus nuevos temas como: Anaconda salvaje y muchos más. |

## Filmografía
| Año  | Título                 | País | Tipo       | Ref.                 |
| ---- | ---------------------- | ---- | ---------- | -------------------- |
| 2024 | La danza de Los Mirlos | Perú | Documental | [ 14 ] [ 15 ] [ 16 ] |